# Puma (Ikungi)
Puma ist ein Verwaltungsbezirk (englisch Ward) des Distrikts Ikungi in der tansanischen Region Singida.

## Geografie
Puma ist ein Bezirk im nördlichen Zentralteil von Tansania etwa 20 Kilometer südlich der Regionshauptstadt Singida. Bei der Volkszählung 2022 lebten 12.661 Menschen in 2686 Haushalten auf einer Fläche von 71 Quadratkilometern.
Der Bezirk grenzt an drei Bezirke des Distrikts Ikungi:
| Kituntu |                                             | Makiungu |
|         | Kompassrose, die auf Nachbargemeinden zeigt |          |
|         | Dung'unyi                                   |          |

## Gliederung
Der Bezirk besteht aus vier Gemeinden (swahili Mtaa) mit 20 Orten (Kitongoji):
| Puma - Msatu - Mhono - Puma Kusini - Puma Kaskazini - Mfumbu | Isalanda - Yunga - Isalanda - Bwangi | Nkuninkana - Maina - Mungumao - Khungu - Nkuninkana | Wibia - Jingi - Unyanyamaa - Ntewa - Mampota - Makiwa - Unyambwa - Mbaya - Wibia |

## Wirtschaft und Infrastruktur
- Landwirtschaft: Im Bezirk werden 5000 Rinder, 3000 Ziegen, 1000 Schafe und 28.000 Hühner gehalten (Stand 2015).[8]
- Bildung: Im Bezirk liegen zwei weiterführende Schulen.[9] Die Puma Secondary School ist eine staatliche Tagesschule mit einer Ausbildung bis zur 4. Stufe.[10] Die Maria Stieren Secondary School wird von der römisch-katholischen Kirche geleitet und bildet Internatsschüler bis zur 4. Stufe aus.[11]
- Gesundheit: In den Gemeinden Wibia[12] und Puma[13] gibt es je eine staatliche Apotheke, in Puma zusätzlich eine private Apotheke mit Labor.[14]
- Straße: Puma liegt an der asphaltierten Nationalstraße T3, die von Singida nach Süden nach Manyoni führt.[15]